# Златичанин, Деян
Деян Златичанин (Dejan Zlatičanin; 24 апреля 1984; Подгорица, Югославия) — черногорский боксёр-профессионал, выступающий в полулёгкой, во второй полулёгкой, в лёгкой и в первой полусредней весовых категориях.
Среди профессионалов бывший чемпион мира по версии WBC (2016—2017) в лёгком весе.

## Любительская карьера

### Чемпионат мира 2003
Выступал в лёгкой весовой категории (до 60 кг). В 1/32 финала проиграл белорусу Антону Максимову.

### Чемпионат Европы 2004
Выступал в лёгкой весовой категории (до 60 кг). В 1/16 финала проиграл турку Айдыну Сельчуку.

### Чемпионат Европы 2006
Выступал в полулёгкой весовой категории (до 57 кг). В первом раунде соревнований победил шотландца Джейсона Хасти. В четвертьфинале проиграл болгарину Алексею Шайдулину.

## Профессиональная карьера
Дебютировал на профессиональном ринге 3 мая 2008 года, одержав победу по очкам.
13 апреля 2013 года победил по очкам бывшего претендента на титул чемпиона мира в 1-м полусреднем весе россиянина Петра Петрова.
27 июня 2014 года победил по очкам экс-чемпиона мира в двух весовых категориях британца Рики Бёрнса.
13 июня 2015 года нокаутировал в 4-м раунде украинца Ивана Редкача. Благодаря этой победе Златичанин стал официальным претендентом на титул чемпиона мира в лёгком весе по версии WBC.

### Бой за титул чемпиона мираWBC
В 2016 году Деян должен был встретиться с чемпионом мира в лёгком весе по версии WBC венесуэльцем Хорхе Линаресом. Однако, Линарес получил травму и бой был отменён. WBC назначил бой за титул временного чемпиона между Златичанином и итальянцем Эмилиано Марсили. Итальянец отказался от боя из-за травмы. Новым соперником черногорца стал боливиец Франклин Мамани. 7 июня WBC сообщил, что в бою между Златичанином и Мамани на кону будет стоять полноценный титул. Черногорец одержал победу техническим нокаутом в 3-м раунде и стал чемпионом мира.
28 января 2017 года встретился с экс-чемпионом мира в двух весовых категориях не имеющим поражений американцем Мигелем Анхелем Гарсией. В 3-м раунде Гарсия отправил Златичанина в тяжёлый нокаут ударом справа.

## Статистика профессиональных боёв
В таблице перечислены результаты всех поединков боксёров.
В каждой строке указан результат поединка. Дополнительно номер поединка обозначен цветом, который обозначает итог поединка. Расшифровка обозначений и цветов представлена в нижеследующей таблице.
| Пример | Расшифровка                     |
| ------ | ------------------------------- |
|        | Победа                          |
|        | Ничья                           |
|        | Поражение                       |
|        | Планируемый поединок            |
|        | Поединок признан несостоявшимся |
| КО     | Нокаут                          |
| ТКО    | Технический нокаут              |
| PTS    | Решение судей (по очкам)        |
| UD     | Единогласное решение судей      |
| MD     | Решение большинства судей       |
| SD     | Раздельное решение судей        |
| RTD    | Отказ от продолжения боя        |
| DQ     | Дисквалификация                 |
| NC     | Поединок признан несостоявшимся |

| 29 поединков, 25 побед (17 нокаутом), 4 поражения. | 29 поединков, 25 побед (17 нокаутом), 4 поражения. | 29 поединков, 25 побед (17 нокаутом), 4 поражения. | 29 поединков, 25 побед (17 нокаутом), 4 поражения.                 | 29 поединков, 25 побед (17 нокаутом), 4 поражения. | 29 поединков, 25 побед (17 нокаутом), 4 поражения.                                                                      |
| Бой                                                | Дата боя                                           | Соперник                                           | Место проведения боя                                               | Раундов, время                                     | Примечание |
| -------------------------------------------------- | -------------------------------------------------- | -------------------------------------------------- | ------------------------------------------------------------------ | -------------------------------------------------- | --- |
| 29                                                 | 14 апреля 2024                                     | Адриан Орбан (6-5)                                 | Висбаден, Гессен, Германия                                         | TKO1 (6)                                           | |
| 28                                                 | 25 марта 2022                                      | Льюис Ритсон (22-2)                                | Utilita Arena Newcastle, Ньюкасл-апон-Тайн, Англия, Великобритания | UD10 (10)                                          | Счёт: 91-99 и 90-100 (дважды).                                                                                          |
| 27                                                 | 11 сентября 2021                                   | Заур Абдуллаев (13-1)                              | Академия бокса RCC, Екатеринбург, Россия                           | UD12 (12)                                          | Счёт: 111-117, 110-118, 109-119. Бой за вакантный титул чемпиона по версии WBC Silver в лёгком весе.                    |
| 26                                                 | 10 ноября 2019                                     | Висхан Мурзабеков (19-4)                           | Hala Moraca, Подгорица, Черногория                                 | UD10 (10)                                          | Счёт: 88-79 и 88-80 (дважды).                                                                                           |
| 25                                                 | 21 июня 2018                                       | Роберто Рамирес (17-2-1)                           | Melrose Ballroom, Астория, Нью-Йорк, штат Нью-Йорк, США            | TKO2 (10)                                          | |
| 24                                                 | 14 декабря 2017                                    | Эвинсон Эррера (22-13-1)                           | BB King Blues Club & Grill, Нью-Йорк, штат Нью-Йорк, США           | KO1 (8)                                            | |
| 23                                                 | 28 января 2017                                     | Мигель Анхель Гарсия (35-0)                        | MGM Grand, Лас-Вегас, Невада, США                                  | KO3 (12)                                           | Бой за титул чемпиона мира по версии WBC в лёгком весе (1-я защита Златичанина).                                        |
| 22                                                 | 11 июня 2016                                       | Франклин Мамани (21-2-1)                           | Turning Stone Resort & Casino, Верона, штат Нью-Йорк, США          | TKO3 (12)                                          | Завоевал вакантный титул чемпиона мира по версии WBC в лёгком весе.                                                     |
| 21                                                 | 13 июня 2015                                       | Иван Редкач (18-0)                                 | Bartow Arena, Бирмингем, Алабама, США                              | TKO4 (12)                                          | Редкач в нокдауне в 4-м раунде.                                                                                         |
| 20                                                 | 25 октября 2014                                    | Алекс Боне (10-18-3)                               | Mediterranean Sports Centre, Будва, Черногория                     | UD10 (10)                                          | Боне в нокдауне в 4-м и 8-м раундах. Счёт судей: 99-91 и 100-91 (дважды).                                               |
| 19                                                 | 27 июня 2014                                       | Рики Бёрнс (36-3-1)                                | Braehead Arena, Глазго, Шотландия, Великобритания                  | SD12 (12)                                          | Вакантный титул WBC International в лёгком весе. Бёрнс в нокдауне в 1-м раунде. Счёт судей: 115-113 (дважды) и 113-115. |
| 18                                                 | 24 августа 2013                                    | Асан Юсейнов (11-5-2)                              | Будва, Черногория                                                  | KO1 (10)                                           | |
| 17                                                 | 13 апреля 2013                                     | Пётр Петров (32-3-2)                               | Dvorana Topolica, Бар, Черногория                                  | UD12 (12)                                          | Титул WBC International в лёгком весе (2-я защита Златичанина). Счёт судей: 118-110, 117-113, 116-114.                  |
| 16                                                 | 24 июля 2012                                       | Бахром Пайозов (20-1)                              | Будва, Черногория                                                  | KO8 (12)                                           | Титул WBC International в лёгком весе (1-я защита Златичанина).                                                         |
| 15                                                 | 24 марта 2012                                      | Василе Хертег (19-7)                               | Hala sportova Niksic, Никшич, Черногория                           | KO1 (8)                                            | |
| 14                                                 | 26 ноября 2011                                     | Годфри Нзиманде (23-3-3)                           | Hala Moraca, Подгорица, Черногория                                 | UD12 (12)                                          | Вакантный титул WBC International в лёгком весе.                                                                        |
| 13                                                 | 29 апреля 2011                                     | Хоанг Шанг Нгуиэн (25-5-1)                         | Hala Moraca, Подгорица, Черногория                                 | KO5 (12)                                           | Титул WBC Mediterranean в лёгком весе (1-я защита Златичанина).                                                         |
| 12                                                 | 25 февраля 2011                                    | Феликс Лора (12-6-5)                               | Hotel «PARK», Нови-Сад, Сербия                                     | UD12 (12)                                          | Вакантный титул WBC Mediterranean в лёгком весе. Лора в нокдауне в 1-м раунде.                                          |
| 11                                                 | 4 марта 2010                                       | Кристиан Спатару (0-12)                            | Grand Hotel, Копаоник, Сербия                                      | KO2 (6)                                            | |
| 10                                                 | 28 ноября 2009                                     | Иштван Хегедус (2-6)                               | Hall Prokleta Avlija, Дрвенград, Сербия                            | TKO4 (6)                                           | |
| 9                                                  | 3 октября 2009                                     | Антонио Хорватич (дебют)                           | Sport Hall, Будва, Черногория                                      | TKO1 (6)                                           | |
| 8                                                  | 16 апреля 2009                                     | Сулейман Даг (4-6)                                 | Подгорица, Черногория                                              | TKO2 (6)                                           | |
| 7                                                  | 17 декабря 2008                                    | Сандор Фекете (2-26-1)                             | Olympic Arena, Сараево, Босния и Герцеговина                       | UD4 (4)                                            | Счёт судей: 40-37, 38-36, 40-38.                                                                                        |
| 6                                                  | 18 октября 2008                                    | Эдин Кавара (0-3)                                  | Sport Hall, Будва, Черногория                                      | KO1 (6)                                            | |
| 5                                                  | 26 сентября 2008                                   | Боян Зарков (0-1)                                  | Зворник, Босния и Герцеговина                                      | KO1 (6)                                            | |
| 4                                                  | 23 августа 2008                                    | Тибор Хорват (дебют)                               | Крушевац, Сербия                                                   | TKO1 (4)                                           | |
| 3                                                  | 9 августа 2008                                     | Боян Зарков (дебют)                                | Канижа, Сербия                                                     | KO1 (4)                                            | |
| 2                                                  | 1 августа 2008                                     | Энко Алич (дебют)                                  | Будва, Черногория                                                  | TKO1 (6)                                           | |
| 1                                                  | 3 мая 2008                                         | Владимир Боров (16-45-1)                           | Sport Hall, Будва, Черногория                                      | TD3 (4)                                            | |
| Бой                                                | Дата                                               | Соперник                                           | Место проведения                                                   | Результат                                          | Примечание |

## Интересные факты
- Первый представитель Черногории, ставший чемпионом мира по профессиональному боксу.